# Rejon miłowski
Rejon miłowski – jednostka administracyjna w składzie obwodu ługańskiego Ukrainy.
Powstał w 1924. Ma powierzchnię 971 km² i liczy około 17 tysięcy mieszkańców. Siedzibą władz rejonu jest Miłowe.
W skład rejonu wchodzą 1 osiedlowa rada oraz 7 silskich rad, obejmujących w sumie 28 wsi.